# Episodi di Diablo Guardián (prima stagione)
La prima stagione della serie televisiva Diablo Guardián, composta da 10 episodi, è stata interamente pubblicata a livello internazionale su Amazon Video il 4 maggio 2018. 
| nº | Titolo originale                              | Titolo italiano                        | Pubblicazione |
| -- | --------------------------------------------- | -------------------------------------- | ------------- |
| 1  | Quién de ellos no era yo?                     | Quale di loro non ero io?              | 4 maggio 2018 |
| 2  | Más rápida que Supermán                       | Più veloce di Superman                 | 4 maggio 2018 |
| 3  | New York, ¿Truco o trato?                     | New York, dolcetto o scherzetto?       | 4 maggio 2018 |
| 4  | Ser o no ser... yo                            | Essere o non essere... io              | 4 maggio 2018 |
| 5  | Violetta & Associates: porquerías a domicilio | Violetta & Associates: casa spazzatura | 4 maggio 2018 |
| 6  | The Next Level                                | Il prossimo livello                    | 4 maggio 2018 |
| 7  | La sombra de Nefastófeles                     | L'ombra di Nefastófeles                | 4 maggio 2018 |
| 8  | Mucha mierda, poco tiempo                     | Un sacco di merda, poco tempo          | 4 maggio 2018 |
| 9  | Postales sin remitente                        | Cartoline senza mittente               | 4 maggio 2018 |
| 10 | Bye bye Miss Nobody                           | Ciao ciao signorina Nessuno            | 4 maggio 2018 |